# Break In (Spiel)
Break In ist der Name einer Spieleserie der Spieleautoren Rebecca Bleau, Nicholas Cravotta und David Yakos, die bei den Verlagen PlayMonster und Schmidt Spiele erscheint. Die kooperativen Spiele bauen auf dem Konzept der Escape Games auf, wobei es bei ihnen im Fokus nicht um eine Entkommen aus einer Situation geht, sondern darum, in ein Objekt einzudringen und danach von dort wieder zu entfliehen. Wie bei anderen Escape-Spielen müssen sie dabei Rätsel lösen, um ihr Ziel zu erreichen. Eine Besonderheit ist der dreidimensionale Aufbau des Spiels und der Rätsel.
Die Spiele der Break In-Reihe sind dafür konzipiert, nur einmal gespielt zu werden, da den Spielern danach die Lösungen bekannt sind. Dabei wird allerdings kein Spielmaterial verändert oder zerstört. Break In Area 51 wurde 2021 mit beim Österreichischen Spielepreis 2021 als „Spiele Hit für Trend-Spiele“ ausgezeichnet.

## Ausstattung und Spielweise
Bei den Break In-Spielen geht es wie bei anderen Escape-Spielen darum, eine Geschichte zu rekonstruieren und darin verschiedene Rätsel zu lösen. Dabei starten die Spieler mit wenigen Anhaltspunkten und müssen sich nach und nach durch das Spiel  arbeiten. Die Spiele sind dabei in unterschiedlichen Schwierigkeitsgraden für einen bis sechs Spieler und eine Spielzeit von etwa 120 Minuten angelegt.
Die Ausstattung variiert je nach Spiel. Sie beinhaltet eine knappe Spielanleitung, die das Konzept der Spiele umreißt und die Spieler in das konkrete Spiel einführt. Das Hauptelement ist eine dreidimensionale Schachtel, durch die sich die Spieler arbeiten müssen, sowie ein Kartenset mit Rätseln und Hinweisen. Hinzu kommen Lösungsstreifen, die in Kombination mit Elementen der Spielbox oder Karten weitere Hinweise geben, wenn eine Aufgabe korrekt gelöst wurde.

## Ausgaben
Die Spiele der Serie wurden von den Spieleautoren Rebecca Bleau, Nicholas Cravotta und David Yakos entwickelt und erscheinen bei PlayMonster in einer englischen sowie bei Schmidt Spiele in einer deutschen Version. Die grafische Gestaltung kommt von Steve Downer.
Die ersten beiden Titel erschienen 2020, bislang sind die folgenden Titel erschienen oder angekündigt:
- Break In: Alcatraz[3]
- Break In: Area 51[4]
- Break In: Chichén Itzá[5]